# Jaime Mpanga
Jaime Mpanga Nibula (* unbekannt in Äquatorialguinea), auch in der Schreibweise Jaime Mpanga bekannt, ist ein ehemaliger äquatorialguineischer Fußballspieler auf der Position eines Stürmers. Er war zuletzt für Renacimiento FC und die äquatorialguineische Fußballnationalmannschaft aktiv.

## Karriere

### Verein
Seine Vereinskarriere begann Mpanga in seiner äquatorialguineischen Heimat, wo er ab 2006 im Kader des Hauptstadtklubs Renacimiento FC stand. Ob er dem Verein bereits vor 2006 angehörte, ist aus den Quellen hingegen nicht ersichtlich. Mit dem Hauptstadtklub gewann er in der Saison 2006, an der Seite von Justo Nguema, Lawrence Doe und Torhüter Silvestre Ecolo, den Titel des Landesmeisters. Ein Jahr später konnte er mit der Mannschaft den Titel erfolgreich verteidigen. Ob Mpanga seine Karriere nach Ablauf der Saison 2007 beendete, weiterhin im Kader von Renacimiento FC verblieb oder zu einem anderen Verein wechselte und dort seine Karriere fortführte, ist nicht bekannt.

### Nationalmannschaft
Sein Debüt für die äquatorialguineische Fußballnationalmannschaft gab Mpanga am 26. Februar 2006, im Rahmen eines Freundschaftsspiels unter den damaligen Trainer Antônio Dumas, gegen die Auswahl von Benin (0:1). Er war Teil der Mannschaft, die im Finale des CEMAC Cup 2006 gegen eine Amateurauswahl von Kamerun (1:1 4:2 n. E.), den bis heute einzigen Internationalen Titel der Äquatorialguineische Nationalmannschaft gewann. Mpanga selbst erzielte hierbei das einzige Tor für die Nzalang Nacional in der regulären Spielzeit. Ein Jahr später war er gemeinsam mit Juvenal und Silvestre Ecolo auch Teilnehmer des CEMAC Cup 2007, schied mit der Mannschaft aber bereits in der Vorrunde nach einer Niederlage gegen die Republik Kongo (2:1) und einen Remis gegen Gabun (1:1) aus. Auch an Qualifikationsspielen zur Afrikameisterschaft 2008 nahm er teil, konnte dabei jedoch keine nennenswerten Erfolge erzielen. Das Qualifikationsspiel gegen die Auswahl des afrikanischen Staates Liberia am 17. Juni 2007 war gleichzeitig auch sein letzter Einsatz im Trikot der Äquatorialguineischen Fußballnationalmannschaft.

### Erfolge
Verein
- Äquatorialguineischer Meister: 2006, 2007

Nationalmannschaft
- CEMAC Cup: 2006